# 弗米利恩鎮區 (堪薩斯州馬歇爾縣)
弗米利恩鎮區（英語：Vermillion Township）為美國堪薩斯州馬歇爾縣轄下的鎮區。2010年美国人口普查中此鎮區人口有879人。

## 地理
弗米利恩鎮區涵蓋總面積為93.1平方（35.95平方英里），其中陸地面積為92.7平方（35.79平方英里），水域面積為0.41平方（0.16平方英里）或0.45%。海拔高度384（1,260英尺）。

## 人口統計
根據2010年美國人口普查，弗米利恩鎮區人口有879人，其中男性有426人，女性有453人，人口密度為每平方公里9.44人，住房計430戶。鎮區內的白人有868人，非裔美國人有4人，美洲原住民有1人，亞裔美國人有0人，太平洋島裔美國人有0人，其他種族有0人，混血種族則有6人。此外鎮區內有9人為西班牙裔或拉丁裔美國人。此鎮區之年齡中位數為48.5歲，而男性年齡中位數為46.5歲，女性年齡中位數為49.6歲。

## 交通

### 主要公路
- 9號堪薩斯州州道
- 99號堪薩斯州州道